# ビリー・ジャック・ヘインズ
ビリー・ジャック・ヘインズ（Billy Jack Haynes、本名：William Haynes Jr.、1953年7月10日 - ）は、アメリカ合衆国の元プロレスラー。オレゴン州ポートランド出身。
1980年代を代表する筋肉派レスラーの1人であり、地元のオレゴン地区をはじめ、南部エリアやWWFなどでベビーフェイスのパワーファイターとして活躍した。

## 来歴
ボディビルのミスター・パシフィック・コースト・コンテストに出場した際、オレゴンやワシントンなど太平洋岸北西部をサーキットエリアとするPNW（パシフィック・ノースウエスト・レスリング）のドン・オーエンにスカウトされ、1982年8月にデビュー。
トム・ローリン主演のアクション映画シリーズの主人公と同名のビリー・ジャック（Billy Jack）をリングネームに、鍛え上げられた肉体を誇る硬派のベビーフェイスとして売り出され、1983年10月7日にはダイナマイト・キッドからNWAパシフィック・ノースウエスト・ヘビー級王座を奪取。同月はシアトルとポートランドにて、ハーリー・レイスのNWA世界ヘビー級王座にも連続挑戦している。
1984年からはNWAの南部テリトリーにも進出し、フロリダではダスティ・ローデスのパートナーとなって、スーパースター・ビリー・グラハム、ジム・ドゥガン、ディック・スレーター、バズ・ソイヤーなどのヒール勢と抗争。同年3月29日にはケンドー・ナガサキを破り、NWAフロリダ・ヘビー級王座を獲得。新NWA世界王者のリック・フレアーにも再三挑戦した。
しかし、トム・ローリンが『ビリー・ジャック』の名称使用に関してクレームを起こしたため、以後リングネームの変更を余儀なくされる。1985年は本名のビリー・ヘインズ名義でテキサス州ダラスのWCCWに登場し、1月7日にジノ・ヘルナンデス（王者クリス・アダムスの代打）を下してTV王座を獲得。3月には新日本プロレスにビリー・ジャックの名で初来日。アントニオ猪木とのシングルマッチも実現した。
以降はファミリーネームを冠したビリー・ジャック・ヘインズ（Billy Jack Haynes）を正式なリングネームとして活動。フロリダでは1985年5月にワフー・マクダニエルと組んでリック・ルード&ジェシー・バーからUSタッグ王座を奪取。タイトルは同年12月まで保持し、王者チームとしてジム・クロケット・プロモーションズにも出場、11月28日の『スターケード'85』ではオレイ・アンダーソン&アーン・アンダーソンのミネソタ・レッキング・クルーと対戦した。1986年は新日本プロレスへの再来日を経て、4月12日に古巣のPNWにてボビー・ジャガーズを破り、パシフィック・ノースウエスト・ヘビー級王座への4度目の戴冠を果たしている。
1986年6月、WWFに移籍。同じ筋肉派のハーキュリーズやブッチ・リードと抗争を繰り広げ、1987年3月29日の『レッスルマニアIII』ではハーキュリーズとのシングルマッチが行われた。キングコング・バンディやワンマン・ギャングなどの巨漢にも得意技のフルネルソンを仕掛けて怪力ぶりをアピールし、ブリティッシュ・ブルドッグスともトリオを組んだが、選手層の厚いWWFでは大きな活躍は果たせず、1988年の初頭にWWFを解雇された（解雇の理由は、地元ポートランドでのジョブを拒否したためとも、試合後のバックステージでアイアン・マイク・シャープに暴行を加えたためともされている）。
WWF離脱後はPNWに戻り、1989年8月には新日本プロレスに3年半ぶりに来日。1990年はカリフォルニア州マリナ・デル・レイのハーブ・エイブラハム派UWFに出場し、WWFでタッグを組んだこともあるケン・パテラと抗争。1991年にはブラック・ブラッド（Black Blood）なるヒールの覆面レスラーに変身してWCWに短期間登場、ケビン・サリバンの用心棒を演じ、7月14日の『グレート・アメリカン・バッシュ'91』ではビッグ・ジョッシュとランバージャック・マッチで対戦するも敗北を喫した。
その後もオレゴン地区を主戦場に、PNWの後継団体CWUSA（チャンピオンシップ・レスリングUSA）にも主力選手として参戦。1994年8月には同団体と提携していた剛竜馬の『剛軍団』に来日、チャボ・ゲレロと組んで剛&ジェシー・バーの保持するCWUSAインターナショナル・タッグ王座に挑戦した。1995年はジェリー・ローラーが主宰していたテネシー州メンフィスのUSWAに登場。6月26日にブライアン・クリストファー、8月7日にブラッド・アームストロングを破り、USWAヘビー級王座を2回獲得している。これが最後のタイトル戴冠となり、1996年に引退した。
2006年1月、ホームタウンのポートランドにて、麻薬売買のトラブルが原因とされる暴行事件に遭っている。
2014年、WWF時代に受けた頭部へのダメージや脳震盪が原因で外傷性脳損傷を患ったとしてWWEを告訴した。ヘインズの弁護士は、ヴィトー・ログラッソなど同様の脳損傷を被った元WWEのレスラーにも呼びかけ、2015年1月にWWEへの集団訴訟を起こしていた。2016年3月、司法側は大多数のレスラーがWWE以外の団体にも継続的に出場していたことに着目し、WWEのみに責任があるとは言えないと結論づけてこの訴えは却下された。

## 得意技
- フルネルソン
- ベアハッグ
- バックブリーカー
- レッグ・ドロップ
- ドロップキック

## 獲得タイトル
パシフィック・ノースウエスト・レスリング
- NWAパシフィック・ノースウエスト・ヘビー級王座：5回[3]
- NWAパシフィック・ノースウエスト・タッグ王座：3回（w / スタン・スタージャック×2、リッキー・ヴォーン）[24]

チャンピオンシップ・レスリング・フロム・フロリダ
- NWAフロリダ・ヘビー級王座：1回[6]
- NWA USタッグ王座（フロリダ版）：1回（w / ワフー・マクダニエル）[10]

ワールド・クラス・チャンピオンシップ・レスリング
- WCCW TV王座：1回[8]

ユナイテッド・ステーツ・レスリング・アソシエーション
- USWAヘビー級王座：2回[19]